# Patinando por un sueño (Argentina)
Patinando por un sueño o Patinando por un sueño Argentina fue un reality show de patinaje artístico sobre hielo emitido en 2007 y 2008, como segmento del programa Showmatch conducido por Marcelo Tinelli en El trece. 
Este reality es la fusión de los realities Patinando con las estrellas y Bailando por un sueño, cuyo formato y la metodología de eliminación de los participantes fue similar a la de los otros segmentos del programa Bailando por un sueño Argentina y Cantando por un sueño Argentina, y allí, cada pareja consistía en un famosos y un patinador profesional, y la ganadora le cumpliría el sueño a una determinada fundación, siendo evaluadas por un jurado compuesto de cuatro personalidades de la televisión y de la radio.

## Ganadores de Patinando por un sueño
- 1ª edición, 2007: Ximena Capristo y Marcelo Porce.[3]
- 2ª edición, 2008: Leonardo Tusam y Analía Papa.[4]

## Ediciones

### Patinando por un sueño 2007
Patinando por un sueño 2007 fue la primera edición de Patinando por un Sueño en la Argentina. Conducido por Marcelo Tinelli. El jurado estuvo compuesto por: Laura Ubfal, Marcelo Polino, Reina Reech & Florencia de la V. La ganadora de esta edición fue la vedette y modelo Ximena Capristo quien derrotó ajustadamente en la final a la actriz y humorista Anita Martínez.

### Patinando por un sueño 2008
Patinando por un sueño 2008 fue la segunda edición de Patinando por un Sueño en la Argentina. Conducido por Marcelo Tinelli. El jurado estuvo compuesto por: Laura Ubfal, Marcelo Polino, Reina Reech & Florencia de la V. El ganador de esta edición fue el mentalista Leonardo Tusam quien derrotó en la final a la modelo Rocio Marengo.

## Ediciones de Patinando por un sueño (Argentina)
| Edición | Año  | Presentador     | Jurado      | Jurado         | Jurado      | Jurado            | Ganador         | 2º Lugar       | Semifinalistas                   | N.º de parejas | Repechaje |
| ------- | ---- | --------------- | ----------- | -------------- | ----------- | ----------------- | --------------- | -------------- | -------------------------------- | -------------- | --------- |
| I       | 2007 | Marcelo Tinelli | Laura Ubfal | Marcelo Polino | Reina Reech | Florencia de la V | Ximena Capristo | Anita Martinez | Jesica Cirio Evangelina Anderson | 21             | -         |
| II      | 2008 | Marcelo Tinelli | Laura Ubfal | Marcelo Polino | Reina Reech | Florencia de la V | Leonardo Tusam  | Rocío Marengo  | Paula Trápani Cinthia Fernández  | 19             | -         |